# Glee: The Music, The Christmas Album Volume 3
Glee: The Music, The Christmas Album Volume 3 is een soundtrackalbum van de personages in de Amerikaanse televisieserie Glee. Het album verscheen op 11 december 2012.

## Nummers
| 1.                 | Jingle Bell Rock                       | Bobby Helms             | 2:32 |
| 2.                 | White Christmas                        | Irving Berlin           | 3:36 |
| 3.                 | Have Yourself a Merry Little Christmas | Judy Garland            | 3:35 |
| 4.                 | Silent Night                           | Traditie                | 4:07 |
| 5.                 | Joy to the World                       | Traditie                | 3:49 |
| 6.                 | The First Noël                         | Traditie                | 2:24 |
| 7.                 | I'll Be Home for Christmas             | Bing Crosby             | 3:16 |
| 8.                 | Feliz Navidad                          | José Feliciano          | 2:50 |
| 9.                 | Oh Chanukah                            | Traditie                | 2:08 |
| 10.                | Happy Xmas (War is over)               | John Lennon en Yoko Ono | 3:39 |
| Totale duur: 31:56 |                                        |                         |      |